# 216
216 (CCXVI) je bilo prestopno leto, ki se je po julijanskem koledarju začelo na ponedeljek.

## Dogodki
- 1. januar

## Rojstva
- 14. april - Mani - Perzijski prerok, voditelj manihejstva († 277)